# 科尔塞勒-科尔蒙德雷什
科尔塞勒-科尔蒙德雷什（法語：Corcelles-Cormondrèche，法語發音：[kɔʁsɛl kɔʁmɔ̃dʁɛʃ]）是瑞士納沙泰爾州的一个旧市镇，位於該國西部，于1888年由原市镇科尔塞勒（Corcelles）和科尔蒙德雷什（Cormondrèche）合并而成，面積4.86平方公里，海拔高度550米，2011年人口4,657，四成人口信奉基督教，人口密度每平方公里958人。2021年，科尔塞勒-科尔蒙德雷什与瓦朗然和珀瑟并入纳沙泰尔。